# Andrej Zjdanov

Zjdanov (r.) en Stalin

Andrej Aleksandrovitsj Zjdanov (Russisch: Андрей Александрович Жданов) (Marioepol, 26 februari 1896 – Moskou, 31 augustus 1948) was een Sovjet-Russisch politicus. Hij maakte na de Russische Revolutie van 1917 carrière binnen de communistische partij en ontwikkelde de Zjdanov-doctrine. Hij gold als mogelijke opvolger van Jozef Stalin, maar stierf terwijl die nog aan de macht was.

## Loopbaan
In 1915 sloot Zjdanov zich aan bij de bolsjewistische partij (later: Russische Communistische Partij) en was sindsdien een naaste medewerker van partijleider Jozef Stalin. Achter de schermen steunde hij Stalin bij diens socialistisch realisme, dat een einde moest maken aan de avantgardistische en moderne kunstvormen. Na de moord op Sergej Kirov, de partijsecretaris van Leningrad (sinds 1991 weer Sint-Petersburg), volgde Zjdanov hem in die functie op. Hij werd tevens gouverneur van Leningrad. Tijdens de Grote Zuivering zuiverde Zjdanov het partijapparaat in Leningrad.
In 1939 werd Zjdanov tot lid van het politbureau van de Communistische Partij van de Sovjet-Unie gekozen. Tijdens de Tweede Wereldoorlog organiseerde hij de defensie van Leningrad. Na de oorlog was hij betrokken bij de oprichting van de Cominform (het antiwesterse bureau voor de communistische partijen).
Vanaf 1946 was Zjdanov één der voormannen van de bestrijders van het kosmopolitisme, de Sovjet-term voor non-conformisme, (Joods) intellectualisme en personen die niet loyaal genoeg waren aan de Partij. Volgens Zjdanov moest men de partijlijn, de partynost, nauwgezet volgen. Opstandige kranten als Leningrad en Zvezda werden door Zjdanov verboden. Diverse schrijvers werden uit de Bond van Sovjetschrijvers verwijderd en sommige kunstenaars werd het verboden om nog te werken. Het antikosmopolitisme, dat nauw verbonden is met de naam van Zjdanov, wordt daarom ook wel 'zjdanovisme' genoemd.
De Zjdanovdoctrine is de zogenaamde tweekampendoctrine, die stelt dat de wereld na de Tweede Wereldoorlog in twee antagonistische kampen verdeeld is, het 'imperialistische VS-kamp' en het 'Volkdemocratische SU-kamp'. Elk land moet een kant kiezen, neutraliteit is in deze doctrine onmogelijk. Onder de invloed van Zjdanov en zijn doctrine richtte de Sovjet-Unie in 1947 de Cominform op als opvolger van de Komintern.
Zjdanov overleed plotseling op 31 augustus 1948. Hij werd begraven bij de muur van het Kremlin van Moskou. Na zijn dood werd de partij in Leningrad gezuiverd van zijn aanhangers.